# Деметриу, Клео
Клеопатра «Клео» Диметриу (/ˈkliːoʊ dɪmɛtˈriːuː/; греч. Κλεοπάτρα Δημητρίου; англ. Cleopatra "Cleo" Demetriou; род. 23 апреля 2001) — британская юная актриса киприотского происхождения, наиболее известная своей ролью Матильды в одноимённом мюзикле, проходившем в Кэмбриджском театре (Лондон). Также снялась в шоу CBBC «Так неловко» в роли Лили Хемптон. Исполнила песню «Made of Paper», ставшей саундтреком к короткометражному фильму «Мачо».

## Биография
Родилась на Кипре. Большую часть своей жизни прожила в Патни, где посещала Brandlehow School. В настоящее время собирается поступить в Chailey School.
Наиболее известна своей ролью Матильды в одноимённом мюзикле, за которую в 2012 году получила премию Лоренса Оливье в номинации «Лучшая женская роль в мюзикле».
Свой первый профессиональный дебют на сцене она совершила сыграв роль Грети в постановке «Звуки музыки», также участвовала в постановках «Энрон» и «Отверженные».
Также Клео дебютировала на телевидении, снявшись в ситкоме CBBC «Так неудобно», где исполнила роль Лили Хэмпотон. Премьера состоялась 21 мая 2015 года. Сериал повествует о трёх девочках, имеющих проблемы с учёбой, раздражающих своих родителей и пытающиеся строить отношения с мальчиками.

## Фильмография

### Телевидение
| Год            | Название                       | Роль               | Примечания                         |
| -------------- | ------------------------------ | ------------------ | ---------------------------------- |
| 2007           | Какие новости?                 | Ребёнок-репортёр   |                                    |
| 2009           | Шоу большой задницы Кэти Брэнд | Американка         |                                    |
| 2015-настоящее | So Awkward                     | Лили Хэмптон       | 52 эпизода                         |
| 2015           | Ultimate Brain                 | соперница          | 1 выпуск                           |
| 2017           | Top Class                      | соперница          | 1 выпуск; специальная знаменитость |
| 2018           | Saturday Mash-Up!              | Гость-знаменитость | 1 выпуск                           |

### Театр
| Год     | Постановка   | Роль              | Примечания                                         |
| ------- | ------------ | ----------------- | -------------------------------------------------- |
| 2008    | Звуки музыки | Гретл вон Трапп   | Лондонский «Палладиум»                             |
| 2009    | Энрон        | Дочь              | Ройал-Корт                                         |
| 2011    | Отверженные  | Маленькая Козетта | Театр Королевы                                     |
| 2011-12 | Матильда     | Матильда Уормвуд  | Кембриджский театр 28 октября 2011-18 августа 2012 |

## Награды и номинации
| Год  | Премия                            | Номинация                                                                                     | Номинированная работа | результат |
| ---- | --------------------------------- | --------------------------------------------------------------------------------------------- | --------------------- | --------- |
| 2011 | WhatsOnStage.com Awards           | Лучшая актриса мюзикла (вместе с Керри Инграм и Софией Кили и Элеонор Уортингтон-Кокс)        | Матильда              | Номинация |
| 2012 | Премия Лоренса Оливье             | Лучшая женская роль в мюзикле (вместе с Керри Инграм и Софией Кили и Элеонор Уортингтон-Кокс) | Матильда              | Победа    |
| 2018 | British Academy Children's Awards | Лучшая комедия                                                                                | So Awkward            | Победа    |